# Masjaf (poddystrykt)
Masjaf – jedna z 5 jednostek administracyjnych trzeciego rzędu (nahijja) dystryktu Masjaf w muhafazie Hama w Syrii.
W 2004 roku poddystrykt zamieszkiwało 68 184 osób.